# Tour de Río 2012
La 3.ª edición de la competición ciclista Tour de Río, se disputó desde el 29 de agosto al 2 de septiembre de 2012.
Con un recorrido de 817 km divididos en 5 etapas (muy similar a la edición 2011), tuvo punto de partida y llegada en Río de Janeiro. Fue la 29.ª y penúltima carrera del UCI America Tour 2011-2012.
El vencedor fue el brasileño Kléber Ramos del equipo Real Cycling Team (que además se hizo con la 3.ª etapa). Lo siguieron en el podio su compañero de equipo Alex Diniz y el ecuatoriano Byron Guamá.
El equipo Real además de vencer en 3 etapas, acaparó todos los premios en disputa al ganar la clasificación por equipos y venció en la de por puntos y montaña con Edgardo Simón y Alex Diniz respectivamente.

## Equipos participantes
Iniciaron la competición 18 equipos, divididos en 10 brasileños y 8 extranjeros. Todos los equipos estuvieron integrados por 6 corredores formando un pelotón de 108 ciclistas, de los que acabaron 71.
| - Real Cycling Team - Funvic-Pindamonhangaba - Clube DataRo de Ciclismo - São Francisco Saude/Ribeirão Preto - Velo/Seme Rio Claro - GRCE Memorial/Prefeitura de Santos - São Lucas Saude/Americana - FW Engenharia/Três Rios - Sportix/Assis-Amea - São Caetano/Calypso | - Team Type 1-Sanofi - Jamis-Sutter Home - EPM-UNE - Bike-Aid - Petroli Firenze - KTM-Murcia - Selección de Ecuador - Selección de Ruanda |

## Etapas
| Etapa | Fecha           | Recorrido                     | Km    | Ganador          | Líder         |
| 1.ª   | 29 de agosto    | Río de Janeiro-Angra dos Reis | 159,3 | Edgardo Simón    | Edgardo Simón |
| 2.ª   | 30 de agosto    | Volta Redonda-Três Ríos       | 168,1 | Edgardo Simón    | Edgardo Simón |
| 3.ª   | 31 de agosto    | Três Ríos-Teresópolis         | 118,1 | Kléber Ramos     | Kléber Ramos  |
| 4.ª   | 1 de septiembre | Teresópolis-Rio das Ostras    | 192,4 | Aldo Ino Ilešič  | Kléber Ramos  |
| 5.ª   | 2 de septiembre | Rio das Ostras-Río de Janeiro | 179,2 | Roberto Pinheiro | Kléber Ramos  |

## Clasificaciones
- Las clasificaciones culminaron de la siguiente forma:[5][6][7][8]

### Clasificación general
| Posición      | Ciclista            | Equipo                             | Tiempo           |
| ------------- | ------------------- | ---------------------------------- | ---------------- |
| Líder general | Kléber Ramos        | Real                               | 19 h 23 min 16 s |
| 2             | Alex Diniz          | Real                               | a 15 s           |
| 3             | Byron Guamá         | Selección de Ecuador               | a 20 s           |
| 4             | Edgardo Simón       | Real                               | a 22 s           |
| 5             | Thiago Nardin       | São Francisco Saude/Ribeirão Preto | a 45 s           |
| 6             | Luis Romero Amaran  | Jamis-Sutter Home                  | m.t.             |
| 7             | Róbigzon Oyola      | EPM-UNE                            | a 47 s           |
| 8             | Mario Sgrinzato     | Petroli Firenze                    | a 49 s           |
| 9             | Tiago Fiorilli      | Funvic-Pindamonhangaba             | m.t.             |
| 10            | Óscar Javier Rivera | EPM-UNE                            | m.t.             |

### Clasificación por puntos
| Posición | Ciclista      | Equipo                  | Puntos |
| -------- | ------------- | ----------------------- | ------ |
|          | Edgardo Simón | Real                    | 29     |
| 2        | Kléber Ramos  | Real                    | 27     |
| 3        | Fabiano Mota  | FW Engenharia/Três Rios | 19     |

### Clasificación de la montaña
| Posición | Ciclista       | Equipo               | Puntos |
| -------- | -------------- | -------------------- | ------ |
|          | Alex Diniz     | Real                 | 32     |
| 2        | Murilo Affonso | DataRo               | 18     |
| 3        | Byron Guamá    | Selección de Ecuador | 18     |

### Clasificación por equipos
| Posición | Equipo                             | Tiempo           |
| -------- | ---------------------------------- | ---------------- |
|          | Real Cycling Team                  | 58 h 11 min 25 s |
| 2        | EPM-UNE                            | a 47 s           |
| 3        | São Francisco Saúde/Ribeirão Preto | a 10 min 24 s    |
| 4        | DataRo                             | a 10 min 36 s    |
| 5        | Petroli Firenze                    | a 12 min 16 s    |

## UCI America Tour
La carrera al estar integrada al UCI America Tour 2011-2012 otorgó puntos para dicho campeonato. El baremo de puntuación es el siguiente:
| Posición                    | 1º | 2º | 3º | 4º | 5º | 6º | 7º | 8º |
| Clasificación general final | 40 | 30 | 16 | 12 | 10 | 8  | 6  | 3  |
| Por etapa                   | 8  | 5  | 2  |    |    |    |    |    |
| Lider General por etapa     | 4  |    |    |    |    |    |    |    |

Los ciclistas que lograron obtener puntos fueron los siguientes:
| Ciclista           | Equipo                             | Puntos por la clasificación final | Puntos de etapa | Puntos de líder | Total |
| ------------------ | ---------------------------------- | --------------------------------- | --------------- | --------------- | ----- |
| Kléber Ramos       | Real Cycling Team                  | 40                                | 17              | 8               | 65    |
| Edgardo Simón      | Real                               | 12                                | 21              | 8               | 41    |
| Alex Diniz         | Real                               | 30                                | 5               | -               | 35    |
| Byron Guamá        | Selección de Ecuador               | 16                                | 2               | -               | 18    |
| Aldo Ino Ilešič    | Type 1-Sanofi                      | -                                 | 13              | -               | 13    |
| Thiago Nardin      | São Francisco Saude/Ribeirão Preto | 10                                | 2               | -               | 12    |
| Luis Romero Amaran | Jamis-Sutter Home                  | 8                                 | -               | -               | 8     |
| Roberto Pinheiro   | Funvic-Pindamonhangaba             | -                                 | 8               | -               | 8     |
| Róbigzon Oyola     | EPM-UNE                            | 6                                 | -               | -               | 6     |
| Davide Gomirato    | Petroli Firenze                    | -                                 | 5               | -               | 5     |
| Mario Sgrinzato    | Petroli Firenze                    | 3                                 | -               | -               | 3     |
| Ricardo Queiroz    | São Francisco Saude/Ribeirão Preto | -                                 | 2               | -               | 2     |